# Glückliche Reise – Ibiza
Glückliche Reise – Ibiza ist ein deutscher Fernsehfilm von Karin Hercher. Die Produktion des 24. Teils der Fernsehreihe Glückliche Reise erfolgte im Mai 1993 auf Ibiza. Der Film hatte seine Premiere am 11. November 1993 auf ProSieben.

## Besetzung
Die Flugzeugbesatzung besteht aus Kapitän Viktor Nemetz (Juraj Kukura), seinem Co-Piloten Rolf Erhardt (Volker Brandt) sowie den Stewardessen Sabine Möhl (Alexa Wiegandt), Monika Glaser (Rebecca Winter) und Eva Fabian (Sandra Krolik). Die Reiseleiter Sylvia Baretti und Andreas von Romberg werden von Conny Glogger und Thomas Fritsch gegeben. Als Gastdarsteller sind Christine Kaufmann, Walter Kreye, Christina Plate, Christoph M. Ohrt und Sabi Dorr zu sehen.

## Handlung
Erwin Klausen leidet noch sehr darunter, dass ihn seine Freundin Lara verlassen hat und nun als Freundin des Co-Piloten Rolf Erhardt an der Reise teilnimmt. Er kommt jedoch bald auf ganz andere Gedanken, als die Esoterikerin Felicitas von Feilitz ihn aller Welt als den berühmten Wunderheiler Traugott von Welsburg vorstellt und er sich vor Patienten nicht mehr retten kann. Rolf Erhardt dagegen fühlt sich vom Tatendrang der deutlich jüngeren Lara bald überfordert und muss mit ansehen, wie sie sich nach Alternativen umsieht.
Auch Stewardess Monika hat Probleme mit ihrem Freund Jan. Dieser lässt ihr nicht die Aufmerksamkeit zukommen, die sie von ihm erwartet hat. Als Jan dann auch noch für den eigentlich vorgesehenen Andreas als Jurymitglied bei einem Schönheitswettbewerb tätig wird und sich mit Hingabe um die Kandidatinnen kümmert, kommt sie auf die Idee, selber an dem Wettbewerb teilzunehmen.